# Campo Grande Atlético Clube
Il Campo Grande Atlético Clube, conosciuto semplicemente come Campo Grande, è una squadra calcistica brasiliana con sede a Rio de Janeiro. Rappresenta l'omonimo quartiere di Rio.

## Storia

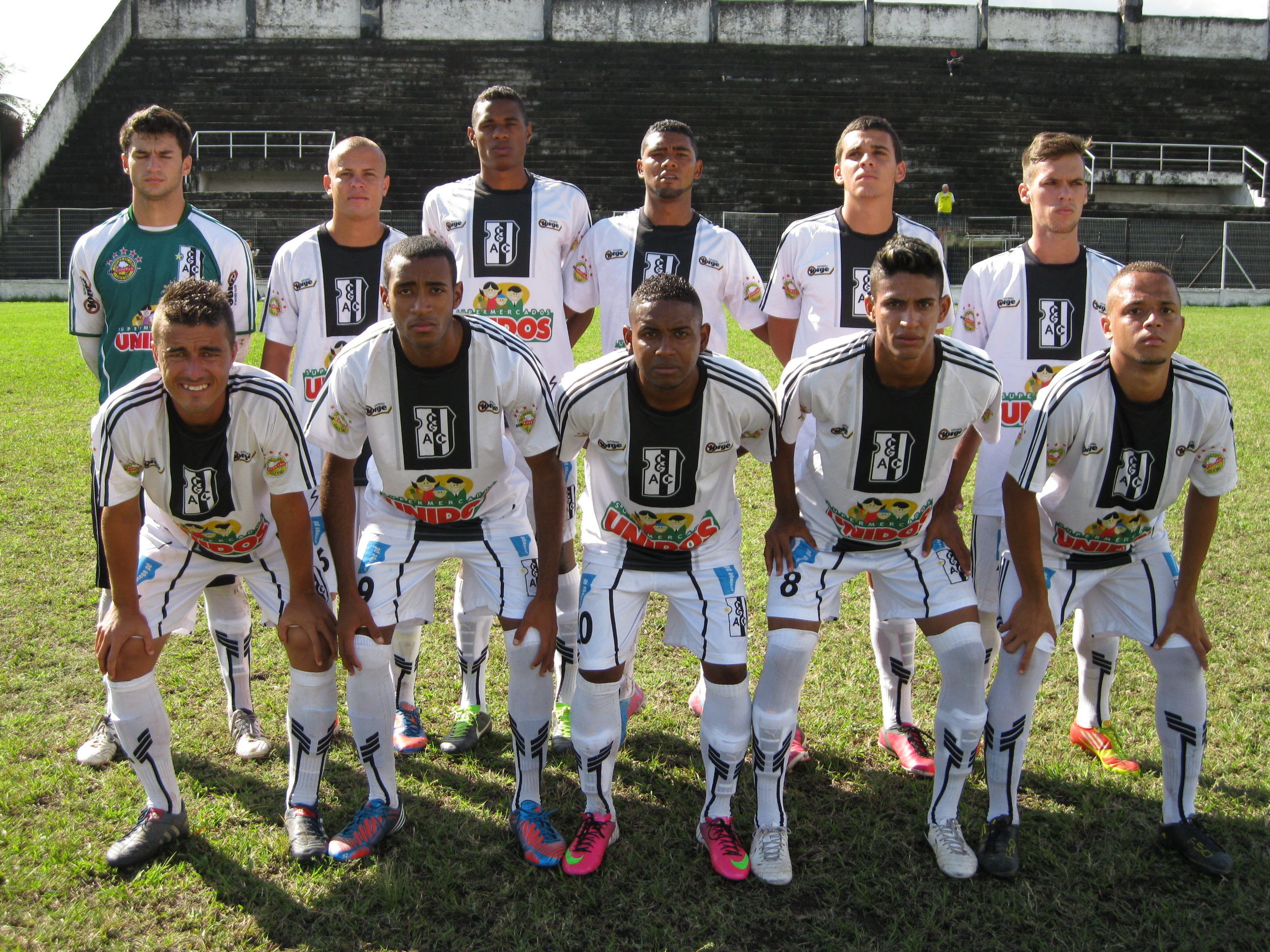
Una formazione del Campo Grande nel 2013.

La società è stata fondata il 13 giugno 1940.
Il club ha giocato il Campeonato Brasileiro Série A per la prima volta nel 1979. 
Nel 1982 il Campo Grande ha vinto il Campeonato Brasileiro Série B, dopo aver sconfitto CSA Alagoas in finale. 
Nel 1983 gioca quindi per la seconda volta in Série A, allenato da Vanderlei Luxemburgo. Il club è stato eliminato nella prima fase, giocando poi uno spareggio di qualificazione contro il Paysandu, vincendolo. Qualificato alla seconda fase finisce ultimo nel proprio girone.
La squadra ha giocato il campionato statale di Seconda Divisione nel 2009, finendo in penultima posizione.
La Terza Divisione 2011 si conclude con l'ultimo posto nel proprio girone. 
Nel 2012 il club è escluso dalla Terza Divisione del Campionato Carioca per problemi finanziari.
Riparte la stagione seguente dalla Terza Divisione Statale.

## Strutture

### Stadio
Il Campo Grande disputa le proprie gare interne presso lo Stadio Ítalo Del Cima, sito nel quartiere Campo Grande di Rio de Janeiro. L'impianto può contenere 18.000 spettatori.

## Palmarès

### Competizioni nazionali
- Campeonato Brasileiro Série B: 1

1982

### Competizioni statali
- Campeonato Carioca Série A2: 1

1985
- Campeonato Carioca Série B2: 1

2024